# Morti nel 1726
| Questa pagina contiene informazioni ricavate automaticamente dalle voci biografiche con l'ausilio del template Bio e di un bot. L'aggiornamento è periodico e automatico e ricostruisce completamente la pagina. Se manca una persona in questa lista, sei pregato di non aggiungerla, ma accertati piuttosto che la sua voce biografica contenga il template Bio e che i dati anagrafici siano correttamente compilati. Se il template Bio manca, inseriscilo tu stesso o, in alternativa, metti l'avviso {{tmp\|Bio}} che ne segnala la mancanza. Se i dati riportati sono sbagliati, correggi direttamente la voce biografica; le modifiche saranno visibili in questa lista entro pochi giorni. Per chiarimenti vedi il progetto biografie. La lista contiene solo le 102 persone che sono citate nell'enciclopedia e per le quali è stato implementato correttamente il template Bio. Pagina aggiornata al 2 giu 2025. |

## Gennaio(7)
- 2 gennaio - Domenico Zipoli, gesuita, missionario e compositore italiano (n. 1688)
- 12 gennaio - Ercole Ludovico Turinetti di Priero, nobile italiano (n. 1658)
- 18 gennaio - Bartolomeo Girolamo Laurenti, compositore e violinista italiano (n. 1644)
- 19 gennaio - Giovanni Battista Tolomei, cardinale, filosofo e teologo italiano (n. 1653)
- 21 gennaio - Franz Beer, architetto austriaco (n. 1660)
- 25 gennaio - Guillaume Delisle, cartografo e geografo francese (n. 1675)
- 27 gennaio - Philip Stanhope, III conte di Chesterfield, nobile inglese (n. 1673)

## Febbraio(4)
- 2 febbraio - Girolamo di Colloredo-Waldsee, nobile e diplomatico austriaco (n. 1674)
- 9 febbraio - Johann Friedrich Karcher, architetto tedesco (n. 1650)
- 18 febbraio - Jacques Carrey, pittore francese (n. 1649)
- 26 febbraio - Massimiliano II Emanuele di Baviera, nobile (n. 1662)

## Marzo(7)
- 3 marzo - Petronilla Paolini Massimi, poetessa italiana (n. 1663)
- 5 marzo - Evelyn Pierrepont, I duca di Kingston-upon-Hull, politico e nobile inglese
- 12 marzo - John Graydon, ammiraglio inglese (n. 1666)
- 13 marzo - Konstantin von Buttlar, abate tedesco (n. 1679)
- 25 marzo - Nicola Malinconico, pittore italiano (n. 1663)
- 26 marzo - John Vanbrugh, architetto e drammaturgo inglese (n. 1664)
- 27 marzo - Carlo Luigi Pietragrua, compositore italiano (n. 1665)

## Aprile(7)
- 2 aprile - Pietro VI di Alessandria, vescovo cristiano orientale egiziano
- 12 aprile - Vincenzo Olivicciani, cantante castrato italiano (n. 1647)
- 13 aprile - Giovannetta Antonietta di Sassonia-Eisenach, principessa (n. 1698)
- 18 aprile - Enrichetta Amalia di Anhalt-Dessau, nobile (n. 1666)
- 23 aprile - Giulio Piazza, cardinale e arcivescovo cattolico italiano (n. 1663)
- 24 aprile - Cristiano Augusto di Holstein-Gottorp, vescovo luterano tedesco (n. 1673)
- 28 aprile - Thomas Pitt, mercante e politico britannico (n. 1658)

## Maggio(4)
- 1º maggio - Lorenzo Maria Fieschi, cardinale e arcivescovo cattolico italiano (n. 1642)
- 10 maggio - Charles Beauclerk, I duca di St. Albans, nobile inglese (n. 1670)
- 10 maggio - Tommaso Mattei, architetto italiano (n. 1652)
- 13 maggio - Francesco Antonio Pistocchi, compositore, contraltista e librettista italiano (n. 1659)

## Giugno(4)
- 9 giugno - Adrien de Pauger, ingegnere e cartografo francese
- 11 giugno - Vincenzo Bacallar, ufficiale, storico e linguista spagnolo (n. 1669)
- 12 giugno - Fabrizio Paolucci, cardinale e arcivescovo cattolico italiano (n. 1651)
- 18 giugno - Michel-Richard Delalande, compositore e musicista francese (n. 1657)

## Luglio(15)
- 1º luglio - Carlotta di Hanau-Lichtenberg, nobile tedesca (n. 1700)
- 2 luglio - Aurora Sanseverino, nobildonna, poetessa e mecenate italiana (n. 1669)
- 3 luglio - Galeazzo Marescotti, cardinale e arcivescovo cattolico italiano (n. 1627)
- 3 luglio - Anikita Ivanovič Repnin, generale russo (n. 1668)
- 4 luglio - Henry Bentinck, I duca di Portland, politico inglese (n. 1682)
- 5 luglio - Domenico Viva, gesuita e teologo italiano (n. 1648)
- 8 luglio - Antonio Maria Bononcini, violoncellista e compositore italiano (n. 1677)
- 12 luglio - William Fly, pirata britannico
- 16 luglio - Massimiliano Guglielmo di Brunswick-Lüneburg, principe e militare tedesco (n. 1666)
- 17 luglio - William Cadogan, I conte Cadogan, nobile e ufficiale inglese (n. 1675)
- 20 luglio - Alessandro Burgos, vescovo cattolico italiano (n. 1666)
- 20 luglio - Johann Dientzenhofer, architetto tedesco (n. 1663)
- 22 luglio - Hugh Drysdale, politico e militare britannico
- 26 luglio - Carmine Nicolao Caracciolo, nobile spagnolo (n. 1671)
- 31 luglio - Nicolaus II Bernoulli, matematico e fisico svizzero (n. 1695)

## Agosto(9)
- 4 agosto - Carlo I Federico di Montmorency-Luxembourg, nobile e generale francese (n. 1662)
- 8 agosto - Augusta di Baden-Baden, principessa tedesca (n. 1704)
- 11 agosto - Emilio Giacomo Cavalieri, vescovo cattolico italiano (n. 1663)
- 12 agosto - Antonio Palomino, pittore, storico dell'arte e biografo spagnolo (n. 1655)
- 14 agosto - Bernardina Sofia della Frisia orientale-Rietberg, contessa e badessa (n. 1654)
- 20 agosto - Mary Bentinck, nobildonna inglese (n. 1679)
- 25 agosto - Hagopdjan de Deritchan, diplomatico e nobile persiano
- 29 agosto - Antonio Bellucci, pittore e decoratore italiano (n. 1654)
- 30 agosto - Eleonora Guglielmina di Anhalt-Köthen, nobile tedesco (n. 1696)

## Settembre(2)
- 16 settembre - Jakob Prandtauer, architetto austriaco (n. 1660)
- 17 settembre - Louis Remy de la Fosse, architetto francese (n. 1659)

## Ottobre(5)
- 9 ottobre - Casimiro Guglielmo d'Assia-Homburg, principe tedesco (n. 1690)
- 10 ottobre - Tommaso Redi, pittore italiano (n. 1665)
- 16 ottobre - Giovanni Maria Capelli, compositore italiano (n. 1648)
- 21 ottobre - Gerard Valck, incisore, disegnatore e cartografo olandese (n. 1651)
- 29 ottobre - Jean Boivin, scrittore francese (n. 1663)

## Novembre(10)
- 5 novembre - Antonio Pacchioni, anatomista italiano (n. 1664)
- 5 novembre - Mary Tudor, contessa di Derwentwater, nobildonna e attrice inglese (n. 1673)
- 7 novembre - Lodovico Sergardi, poeta italiano (n. 1660)
- 13 novembre - Sofia Dorotea di Celle, principessa tedesca (n. 1666)
- 15 novembre - Giacomo del Pò, pittore e incisore italiano (n. 1654)
- 16 novembre - Philip Michael Ellis, vescovo cattolico inglese (n. 1652)
- 16 novembre - Bernardino Scotti, cardinale italiano (n. 1656)
- 20 novembre - Callinico III di Costantinopoli, arcivescovo ortodosso greco
- 22 novembre - Anton Domenico Gabbiani, pittore italiano (n. 1652)
- 28 novembre - Maddalena Sibilla di Sassonia-Weissenfels, duchessa tedesca (n. 1673)

## Dicembre(3)
- 2 dicembre - Maria Isabella Gonzaga, nobildonna italiana (n. 1680)
- 18 dicembre - Giorgio Guglielmo di Brandeburgo-Bayreuth, nobile (n. 1678)
- 23 dicembre - Giovanni Battista Bussi, cardinale e arcivescovo cattolico italiano (n. 1656)

## Senza giorno specificato(25)
- Giovanni Raffaele Badaracco, pittore italiano (n. 1648)
- Giovanni Battista Barilli, intagliatore e scultore italiano (n. 1666)
- Andreas Gottlieb von Bernstorff, politico tedesco (n. 1640)
- Anton Francesco Bertini, medico italiano (n. 1658)
- Maurizio Francesco Bruno, pittore italiano (n. 1648)
- Jean-Baptiste Bullet de Chamblain, architetto francese (n. 1665)
- Jacopino Consetti, pittore italiano (n. 1651)
- Gregorio De Ferrari, pittore italiano (n. 1647)
- Domenico Maria De Mari, doge italiano (n. 1653)
- Johannes Glauber, pittore, disegnatore e incisore olandese (n. 1646)
- Jan de Groot, pittore olandese (n. 1650)
- Zeger Jacob van Helmont, pittore fiammingo (n. 1683)
- Giorgio IV Gurieli, re
- Michel Landois, pittore francese (n. 1696)
- Santino Lavazza, liutaio italiano (n. 1689)
- Gilles Charles des Nos, ammiraglio francese (n. 1653)
- François Poullain de La Barre, filosofo e scrittore francese (n. 1647)
- Claude Sicard, missionario e egittologo francese (n. 1677)
- Daniello Solaro, scultore italiano (n. 1649)
- Daniël Stopendaal, incisore e disegnatore olandese (n. 1672)
- Sultan Husayn, sovrano persiano (n. 1668)
- John Talman, architetto britannico (n. 1677)
- Jan Van Vianen, incisore, pittore e disegnatore olandese (n. 1660)
- Daniel Whitby, teologo e biblista britannico (n. 1638)
- Sa'ud ibn Muhammad ibn Muqrin, nobile arabo (n. 1640)